# Чоловічі привілеї
Чоловічі привілеї (англ. Male privilege)― система переваг або прав, які доступні чоловікам виключно на основі їх статі. Доступ чоловіка до цих благ може змінюватися залежно від того, наскільки вони відповідають ідеальній чоловічій нормі їх суспільства.
Академічне вивчення привілеїв чоловіків було в центрі уваги феміністичної науки протягом 1970-х. Ці дослідження розпочались з вивчення бар'єрів для рівності між статями. В останні десятиліття дослідники(-ці) почали зосереджуватися на інтерсекційності і перекриваючому характері привілеїв, що стосуються статі, раси, соціального класу, сексуальної орієнтації, а також інших форм соціальної класифікації.

## Огляд
Спеціальні привілеї та статус надаються чоловікам у патріархальних суспільствах. Ці суспільства, визначені перевагою чоловіків, в яких чоловіки мають первинну владу і переважають у політичному керівництві, моральному авторитеті, соціальних привілеях та контролю над власністю. За систематичного підпорядкування жінок чоловіки отримують економічні, політичні, соціальні, освітні та практичні переваги, які більш-менш недоступні для жінок. Довгий і безперечний характер таких патріархальних систем, що підкріплюються поколіннями, робить привілеї невидимими для власників; це може змусити чоловіків, які користуються такими привілеями, приписувати свій особливий статус власним індивідуальним достоїнствам та досягненням, а не отриманим перевагам.
Позитивні переваги включають наявність таких речей, як повноцінне харчування, притулок та охорона здоров'я, тоді як негативні переваги, що супроводжують чоловічі привілеї, включають такі речі, як сподівання, що чоловік матиме більше шансів на найняття на роботу, ніж жінка такої ж кваліфікації, так само платять більше чоловіку, ніж жінці, за ту саму роботу. 

## Сфера дії
Термін «чоловічий привілей» не застосовується до поодиноких випадків використання влади, а навпаки, описує одну з багатьох системних структур влади, які взаємозалежні та взаємопов'язані в суспільствах і культурах.
Усі чоловіки не мають однакових привілеїв. Ті, хто найбільш відповідає ідеальній чоловічій нормі, найбільше отримують привілеї.   У західних патріархальних суспільствах цей ідеал був описаний як «білий, гетеросексуальний, стоїчний, заможний, сильний, жорсткий, конкурентний та автономний».  Дослідники чоловічих студій називають цю ідеальну чоловічу норму гегемонною маскулінністю. Хоча, по суті, всі чоловіки користуються привілеями певною мірою, ті, хто помітно відрізняється від норми, можуть не отримати повної вигоди в певних ситуаціях, особливо в компанії інших чоловіків, які більш відповідають цьому. 
Зокрема, чоловіки, які зазнали знущань та домашнього насильства у молодому віці, можуть не погоджуватись, що вони отримують привілеї. Такі форми примусового насильства пов'язані з ідеєю токсичної маскулінності, специфічної моделі мужності, яка створює ієрархію домінування, в якій одним віддають перевагу, а іншим шкодять. 
Невидимість чоловічих привілеїв можна побачити, наприклад, під час обговорення гендерного розриву в оплаті праці; на розрив, як правило, посилаються, зазначаючи заробіток жінок як відсоток від доходу чоловіків. Однак використання заробітної плати жінок як базової лінії підкреслює дивіденд, який отримують чоловіки, як більший заробіток (32 % у 2005 році в США).  У комерції домінування чоловіків у власності та контролі над фінансовим капіталом та іншими формами багатства спричинило непропорційний чоловічий вплив на робітничий клас та найм та звільнення працівників. Крім того, непропорційне навантаження покладається на жінок, які працюють, коли вони, як очікується, несуть виключну відповідальність за догляд за дитиною; вони, швидше за все, можуть бути звільнені або позбавлені прогресу у своїй професії, що ставить їх у економічно невигідне становище порівняно з чоловіками. 

## Вивчення
Пеггі Макінтош, одна з перших учених-феміністок, яка досліджувала чоловічі привілеї, писала як про чоловічі привілеї, так і про білі привілеї, використовуючи метафору «невидимого рюкзака», щоб описати набір переваг, які часто не усвідомлюються та не визнаються членами привілейованих груп. На думку Макінтош, привілей не є результатом спільних зусиль для пригнічення представників протилежної статі; однак, властиві переваги, які отримують чоловіки від системного упередження, ставлять жінок у вроджений невигідний стан. Переваги цього невисловленого привілею можуть бути описані як спеціальні положення, інструменти, стосунки чи різні інші можливості. На думку Макінтош, цей привілей насправді може негативно вплинути на розвиток чоловіка як людини, і мало хто сумнівається в тому, що існуюча структура переваг може бути оскаржена або змінена.
Зусилля щодо вивчення ролі привілеїв у житті студентів стали звичайною рисою університетської освіти в Північній Америці.  Звертаючи увагу на наявність привілеїв (включаючи чоловічі, білі та інші форми) у житті студентів, викладачі прагнули розвинути розуміння, яке може допомогти студентам соціальна справедливість.  Такі зусилля включають модель привілеїв «невидимого рюкзака» Макінтош та «Контрольний список чоловічих привілеїв». 

## Культурні відповіді
Багато чоловіків відповідають на обговорення чоловічих привілеїв, кажучи, що вони не відчувають, що їм надано якісь незароблені переваги, наприклад, у їхній боротьбі за досягнення успіху в роботі, освіті чи стосунках.  Прихильники прав чоловіків і батьків, а також антифеміністи, часто визнають, що традиційні ролі чоловіків завдають шкоди чоловікам, але заперечують, що чоловіки як група мають інституційну владу та привілеї, і стверджують, що чоловіки зараз є жертвами порівняно з жінками.
Деякі брали активну роль у боротьбі з сексизмом, стверджуючи, що чоловічі привілеї глибоко пов'язані з гнобленням жінок. Вони описують гнітючу поведінку чоловіків як культурні риси, засвоєні в рамках патріархальних соціальних систем, а не як вроджені біологічні риси.  Прихильники більш широкого руху чоловіків, орієнтованого на профемінізм чи антисексизм, стверджують, що традиційні гендерні ролі шкодять як чоловікам, так і жінкам. «Ліберальний» профемінізм, як правило, наголошує на способах, на які чоловіки страждають від цих традиційних ролей, тоді як більш «радикальний» профемінізм підкреслює чоловічі привілеї та гендерну нерівність. Деякі чоловіки також можуть бути захисниками прав жінок, але заперечують, що їх привілеї в цілому є частиною цього питання.

## Перевага синів перед дочками
В Індії і в Китаї нащадки чоловічої статі часто мають привілеї та переваги над дітьми жіночої статі. Деякі прояви переваги сина та знецінення жінок ― це усунення небажаних дочок шляхом неглекту, жорстокого поводження, відмови від них, а також інфантицидів та фетицидів, незважаючи на закони, що забороняють дітовбивство та селективне переривання вагітності. В Індії деякі з цих практик сприяли зменшенню співвідношення статей на користь дітей чоловічої статі при народженні та протягом перших п'яти років. Інші приклади привілейованого потомства чоловіків ― це спеціальні церемонії «молитви за сина» під час вагітності, більше церемоній та гулянь після народження хлопчика, перелік і представлення синів перед дочками, а також загальні привітання, що асоціюють удачу та добробут із числом синів.
Причини, за якими віддають перевагу синам, а не дочкам, включають роль синів у релігійних сімейних обрядах, які дочкам заборонено виконувати, і віру в те, що сини є постійними членами сім'ї, тоді як дочки належать до сім'ї свого чоловіка після одруження відповідно до патрілокальної традиції. Інші причини включають патрілініальні звичаї, згідно з якими лише сини можуть носити прізвище, зобов'язання давати придане чоловікові дочки або його сім'ї, а також очікування, що сини будуть підтримувати своїх батьків матеріально, тоді як отримання фінансових коштів чи підтримки від дочок вважається небажаним або ганебним.